# Bistum Manado
Das Bistum Manado (lat.: Dioecesis Manadoensis) ist eine in Indonesien gelegene römisch-katholische Diözese mit Sitz in Manado.

## Geschichte
Das Bistum Manado wurde am 19. November 1919 durch Papst Benedikt XV. aus Gebietsabtretungen des Apostolischen Vikariates Batavia als Apostolische Präfektur Celebes errichtet. Am 1. Februar 1934 wurde die Apostolische Präfektur Celebes durch Papst Pius XI. mit der Apostolischen Konstitution Magno perfundimur zum Apostolischen Vikariat erhoben. Das Apostolische Vikariat Celebes gab am 13. April 1937 Teile seines Territoriums zur Gründung der Apostolischen Präfektur Makassar ab. Am 13. April 1937 wurde das Apostolische Vikariat Celebes in Apostolisches Vikariat Manado umbenannt.
Am 3. Januar 1961 wurde das Apostolische Vikariat Manado durch Papst Johannes XXIII. mit der Apostolischen Konstitution Quod Christus zum Bistum erhoben und dem Erzbistum Makassar als Suffraganbistum unterstellt.

## Ordinarien

### Apostolische Präfekten von Celebes
- Gerard Vesters MSC, 1919–1923, dann Apostolischer Vikar von Neupommern
- Joannes Walter Panis MSC, 1923–1934

### Apostolische Vikare von Celebes
- Joannes Walter Panis MSC, 1934–1937

### Apostolische Vikare von Manado
- Joannes Walter Panis MSC, 1937–1946
- Nicolas Verhoeven MSC, 1947–1961

### Bischöfe von Manado
- Nicolas Verhoeven MSC, 1961–1969
- Theodorus Hubertus Moors MSC, 1969–1990
- Joseph Theodorus Suwatan MSC, 1990–2017
- Benedictus Estephanus Rolly Untu MSC, seit 2017